# Francisco Correa Villalobos
Francisco Correa Villalobos (* 1940) ist ein ehemaliger mexikanischer Botschafter.

## Leben
Francisco Correa Villalobos studierte Rechtswissenschaft und trat 1965 in den auswärtigen Dienst.
Von 1965 bis 1970 wurde er in der Secretaría de Relaciones Exteriores beschäftigt.
Von 1970 bis 1971 war er in Israel akkreditiert. Von 1971 bis 1974 und von 1979 bis 1981 war er beim UN-Hauptquartier in New York City akkreditiert. 1981 war er in Washington, D.C. und 1984 in Canberra.
In einem Interview mit La Jornada, kommentierte Villalobos die Alianza para la Seguridad y la Prosperidad de América del Norte, die am 31. März 2005 in Waco vereinbart worden war. Er wies darauf hin, dass die Vereinbarung in der Praxis überwiegend undokumentierte Grenzüberschreiten mit Drogentransport und Terrorismus gleichsetzt.
| Vorgänger                                           | Amt                                                                          | Nachfolger                     |
| --------------------------------------------------- | ---------------------------------------------------------------------------- | ------------------------------ |
| Raúl López-Lira Nava                                | mexikanischer Geschäftsträger in Tegucigalpa 18. Mai 1985 bis 31. Mai 1988   | Héctor Ibarra Morales          |
| Luis Garfias Magaña                                 | mexikanischer Geschäftsträger in Asuncion 16. Oktober 1989 bis 29. Juni 1991 | Roque Antonio González Salazar |
| Héctor Enrique Pérez Gallardo y García de la Cadena | mexikanischer Geschäftsträger in Algier 1999 bis 2001                        | Carlos Virgilio Ferrer Argote  |